# Linguee

Linguee是一个德国的在线词典门户网站。不同于同类型的服务供应商如Link Everything Online，Linguee使用互联网搜索引擎提供的资源来大量进行整句翻译，因而从这点上来说，Linguee不同于如Yahoo! Babel Fish等大部分翻译软件。